# Agim Vinca
Agim Vinca, född den 22 maj 1947 i Struga i Makedonien, är en albansk poet.
Han har varit student vid Pristinas universitet, där han studerade albansk litteraturhistoria och det albanska språket.

## Utgivningar
- "Horizonti i kaltërt" (1959)
- "Vite pa thinja" (1970)
- "Fjalë nga zemra" (1977)
- "Gurra e fjalës2 (1980)
- "Zëri i gjakut" (1984)
- "Poezi" (1986)
- "Ujvarat e diellit" (1988)

### Fotnoter
1. ↑  CONOR.Sl, CONOR.SI-ID: 207455587, läst: 9 oktober 2017.[källa från Wikidata]
2. ↑  CONOR.BG, CONOR.BG-ID: 13666149.[källa från Wikidata]
3. ↑  MAK, PLWABN-ID: 9810555584405606.[källa från Wikidata]
4. ↑  Bibliothèque nationale de France, BnF Catalogue général : öppen dataplattform, id-nummer i Frankrikes nationalbiblioteks katalog: 16701571b, läst: 25 mars 2017.[källa från Wikidata]